# Anodorhynchus
Anodorhynchus is een geslacht van vogels uit de familie Psittacidae (papegaaien van Afrika en de Nieuwe Wereld).

## Soorten
Het geslacht kent de volgende soorten:
- Anodorhynchus hyacinthinus – Hyacintara
- Anodorhynchus leari – Lears ara

Mogelijk uitgestorven:
- Anodorhynchus glaucus – Blauwgrijze ara